# متلازمة حزام الطرف
متلازمة حزام الطرف (بالإنجليزية: Limb girdle syndrome)‏ هو مصطلح يَصِف العديد من الأمراض المختلفة والتي تشمل التهاب العضلات والاعتلال العضلي المصاحب لأمراض الغدد الصماء أو الاعتلال العضلي الأيضي أو الاعتلال العضلي المُحدث بالأدوية والفساد العضلي الطرفي. متلازمة حزام الطرف هو ضعف يتمركز حول عضلات الطرف الدانية.